# Circonscription de Taza
La circonscription de Taza est la circonscription législative marocaine de la province de Taza située en région Fès-Meknès. Elle est représentée dans la Xe législature par Abdelaziz Kouskous, Abdelouahad El Massaoudi, Jamal Messaoudi, Mohamed Amrhar et Mohamed Boudess.

## Historique des députations
| Législature | Début de mandat  | Fin de mandat    | Députés élus | Députés élus          | Députés élus | Députés élus                   | Députés élus | Députés élus              | Députés élus | Députés élus                 | Députés élus | Députés élus         |
| ----------- | ---------------- | ---------------- | ------------ | --------------------- | ------------ | ------------------------------ | ------------ | ------------------------- | ------------ | ---------------------------- | ------------ | -------------------- |
| IXe         | 26 novembre 2011 | 7 octobre 2016   |              | Jamal Messaoudi (PJD) |              | Fouad Larhrib (PAM)            |              | Khalil Essadiki (MP)      |              | Abdelkhalak Quarrouti (USFP) |              | Jtiou Elghazi (PUD)  |
| Xe          | 8 octobre 2016   | 8 septembre 2021 |              | Jamal Messaoudi (PJD) |              | Abdelouahad El Massaoudi (PAM) |              | Abdelaziz Kouskous (MP)   |              | Mohamed Amrhar (MDS)         |              | Mohamed Boudess (PI) |
| XIe         | 9 septembre 2021 | ?                |              | Khalil Seddiki (RNI)  |              | Abdelouahad El Massaoudi (PAM) |              | Abdelmajid Ben Kamra (MP) |              | Ahmed El Abbadi (PPS)        |              | Mounir Chentir (PI)  |

## Historique des élections

### Élections de 2016
| Parti       | Parti                                                       | Voix    | %      | Député(s) élus           |  |
| ----------- | ----------------------------------------------------------- | ------- | ------ | ------------------------ |  |
|             | Parti authenticité et modernité (PAM)                       | 22 651  | 20,55  | Abdelouahad El Massaoudi |  |
|             | Parti de la justice et du développement (PJD)               | 16 146  | 14,65  | Jamal Messaoudi          |  |
|             | Parti de l'Istiqlal (PI)                                    | 10 397  | 9,43   | Mohamed Boudess          |  |
|             | Mouvement populaire (MP)                                    | 8 791   | 7,98   | Abdelaziz Kouskous       |  |
|             | Mouvement démocratique et social (MDS)                      | 8 476   | 7,69   | Mohamed Amrhar           |  |
|             | Parti de la renaissance (PAN)                               | 7 738   | 7,02   |                          |  |
|             | Parti de l'unité et de la démocratie (PUD)                  | 7 189   | 6,52   |                          |  |
|             | Rassemblement national des indépendants (RNI)               | 6 787   | 6,16   |                          |  |
|             | Union socialiste des forces populaires (USFP)               | 6 180   | 5,61   |                          |  |
|             | Front des forces démocratiques (FFD)                        | 5 204   | 4,72   |                          |  |
|             | Parti du progrès et du socialisme (PPS)                     | 3 054   | 2,77   |                          |  |
|             | Union constitutionnelle (UC)                                | 2 558   | 2,32   |                          |  |
|             | Union marocaine pour la démocratie (UMD)                    | 2 023   | 1,84   |                          |  |
|             | Fédération de la gauche démocratique (FGD)                  | 1 474   | 1,34   |                          |  |
|             | Parti des Néo-Démocrates (PND)                              | 665     | 0,60   |                          |  |
|             | Parti du centre social (PCS)                                | 245     | 0,22   |                          |  |
|             | Parti de l'Espoir (PE)                                      | 178     | 0,16   |                          |  |
|             | Parti de la renaissance et de la vertu (PRV)                | 164     | 0,15   |                          |  |
|             | Parti de l'environnement et du développement durable (PEDD) | 106     | 0,10   |                          |  |
|             | Parti de la société démocratique (PSD)                      | 103     | 0,09   |                          |  |
|             | Parti démocrate national (PDN)                              | 92      | 0,08   |                          |  |
|             |                                                             |         |        |                          |  |
| Inscrits    | Inscrits                                                    | 250 104 | 100,00 |                          |  |
| Abstentions | Abstentions                                                 | 139 883 | 55,93  |                          |  |
| Exprimés    | Exprimés                                                    | 110 221 | 44,07  |                          |  |

### Élections de 2021
| Parti       | Parti                                               | Voix    | %      | Députés élus             |  |
| ----------- | --------------------------------------------------- | ------- | ------ | ------------------------ |  |
|             | Parti authenticité et modernité (PAM)               | 27 665  | 19,55  | Abdelouahad El Massaoudi |  |
|             | Rassemblement national des indépendants (RNI)       | 25 146  | 17,77  | Khalil Seddiki           |  |
|             | Mouvement populaire (MP)                            | 18 370  | 12,98  | Abdelmajid Ben Kamra     |  |
|             | Parti de l'Istiqlal (PI)                            | 17 962  | 12,69  | Mounir Chentir           |  |
|             | Parti du progrès et du socialisme (PPS)             | 15 648  | 11,06  | Ahmed El Abbadi          |  |
|             | Union constitutionnelle (UC)                        | 10 369  | 7,33   |                          |  |
|             | Union socialiste des forces populaires (USFP)       | 5 821   | 4,11   |                          |  |
|             | Front des forces démocratiques (FFD)                | 5 260   | 3,72   |                          |  |
|             | Alliance de la fédération de gauche (AGD)           | 5 238   | 3,70   |                          |  |
|             | Parti des Néo-Démocrates (PND)                      | 2 972   | 2,10   |                          |  |
|             | Parti de la justice et du développement (PJD)       | 2 545   | 1,80   |                          |  |
|             | Parti socialiste unifié (PSU)                       | 1 185   | 0,84   |                          |  |
|             | Parti démocrate national (PDN)                      | 1 103   | 0,78   |                          |  |
|             | Parti de la renaissance (PAN)                       | 935     | 0,66   |                          |  |
|             | Parti du centre social (PCS)                        | 670     | 0,47   |                          |  |
|             | Parti vert marocain (PVM)                           | 264     | 0,19   |                          |  |
|             | Parti de la société démocratique (PSD)              | 259     | 0,18   |                          |  |
|             | Parti de la liberté et de la justice sociale (PLJS) | 62      | 0,04   |                          |  |
|             | Parti démocratique de l'indépendance (PDI)          | 33      | 0,02   |                          |  |
|             |                                                     |         |        |                          |  |
| Inscrits    | Inscrits                                            | 245 459 | 100,00 |                          |  |
| Abstentions | Abstentions                                         | 103 952 | 42,35  |                          |  |
| Exprimés    | Exprimés                                            | 141 507 | 57,65  |                          |  |